# 万保邦
万保邦（1900年—1972年），字安稷，男，云南屏边人，中华人民共和国政治人物，曾任国务院参事，民革中央委员。